# Czaplino (województwo pomorskie)
Czaplino – osada leśna w Polsce, w województwie pomorskim, w powiecie bytowskim, w gminie Miastko.